# مترو البحرين

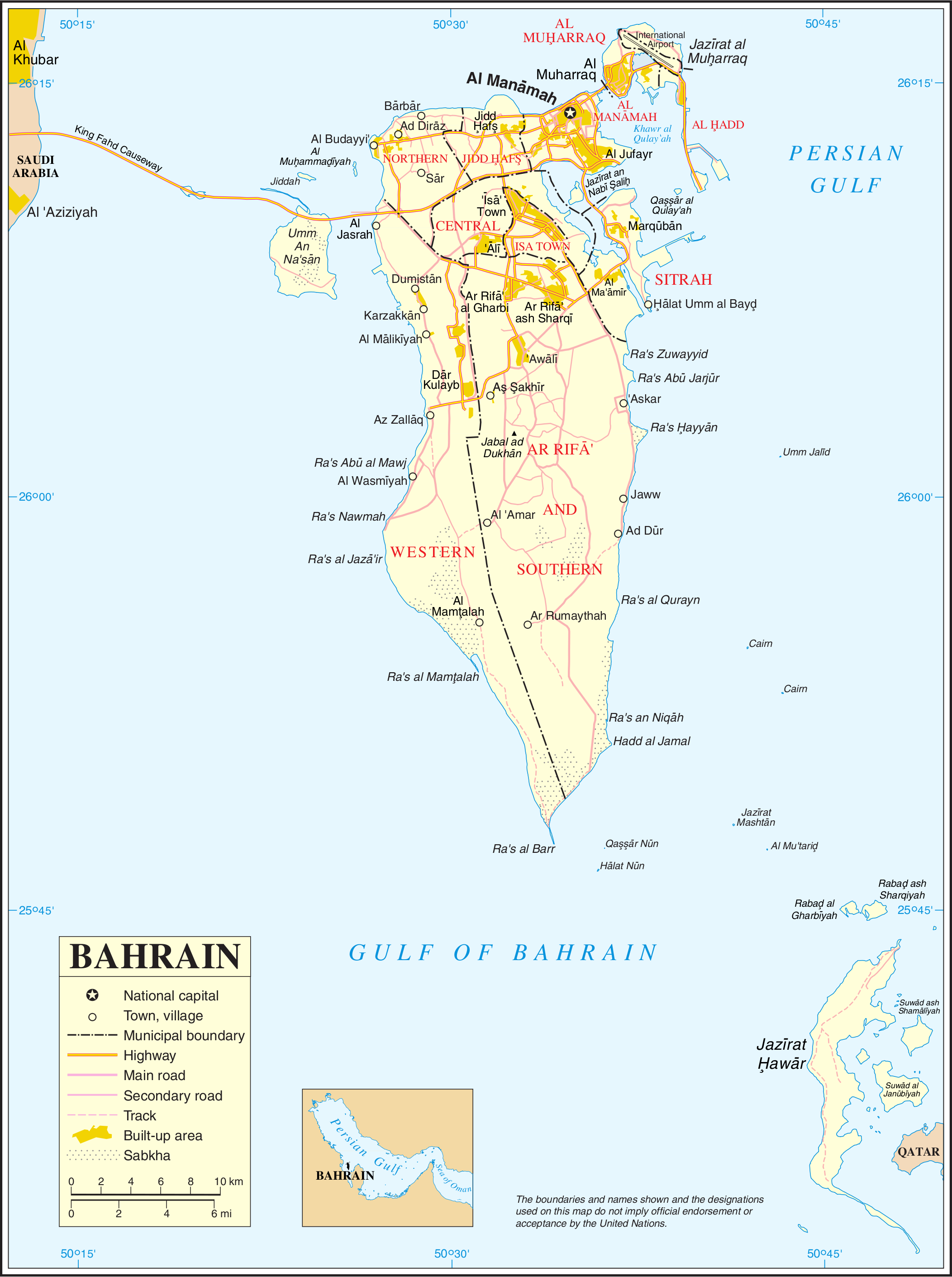
تخطيط النقل في البحرين

مترو البحرين، أو شبكة السكك الحديدية في البحرين، هو مشروع مقترح للنقل العام يجري العمل عليه، والذي سيخدم المنامة ومنطقتها الحضرية الكبرى، في عاصمة مملكة البحرين.
يبلغ طول المشروع 109 كيلومتر، ويتم تنفيذها على عدة مراحل بالشراكة مع القطاع الخاص.

تم اقتراح هذا المشروع لأول مرة في عام 2008 وهو قيد التطوير من قبل وزارة المواصلات والاتصالات البحرينية، وسيغطي المشروع الذي تبلغ قيمته 1-2 مليار دولار مساحة إجمالية تزيد عن 109 كيلومترات مربعة. ومن المتوقع أن يتم تشغيله بحلول عام 2025. بكامل طاقتها، من المتوقع أن تنقل شبكة السكك الحديدية الخفيفة 43 ألف راكب في الساعة، و 200 ألف راكب يوميًا.

## خطوط
تم اقتراح إجمالي 4 خطوط، مع إنشاء خطين في المرحلة الأولى، ومن المقرر إنشاء تقاطعين على تقاطع باب البحرين وتقاطع الفاروق.

### الخط الأحمر 1
سيكون الخط الأحمر هو الخط التشغيلي الأول لمترو البحرين، وسيبدأ من مطار البحرين الدولي وينتهي عند مجمع السيف مروراً بشارع المطار وطريق الملك فيصل السريع. سيحتوي الخط على 9 محطات وسيبلغ طوله 13 كيلومترًا. وسيربط أيضًا الأفنيوز وباب البحرين والبحرين سيتي سنتر.

### الخط الأزرق 2
سيكون الخط الأزرق هو الخط الثاني للشبكة، وسيمتد من الجفير إلى مدينة عيسى بطول 15.6 كيلومترًا ويضم 11 محطة، سيربط الخط المنطقة الدبلوماسية، وباب البحرين، والسلمانية، والزنج، وتوبلي ، وسلماباد، وينتهي في المنطقة التعليمية بمدينة عيسى.

## تاريخ
تم الكشف عن المشروع لأول مرة في عام 2008، ومن المقرر أن يبدأ البناء في عام 2009. إلا أنه تم تأجيل المشروع مراراً وتكراراً، انتقل المشروع إلى الأمام في عام 2018 بعد أن أكملت شركة إيدوم الاستشارية ومقرها بلباو الإسبانية دراسة جدوى وقدمتها إلى وزارة المواصلات والاتصالات . وأعلنت الوزارة لاحقاً عن ثلاث مناقصات في عام 2019. يتم تطوير المشروع على أساس الشراكة بين القطاعين العام والخاص.
تبلغ تكلفة المرحلة الأولى من المترو، والتي يبلغ طولها حوالي 30 كلم، و 20 محطة وتقاطعين، حتى 453 مليون دينار بحريني، إلا أن المراحل اللاحقة سوف تكلف أكثر.
في 20 فبراير 2023، تم اختيار شركة مترو دلهي للسكك الحديدية (DMRC) لعملية مناقصة التأهيل المسبق لمشروع استشاري دولي لبناء مشروع المرحلة الأولى من مشروع المترو. وأثناء تقديم العطاءات ووضع الميزانية والمشاركة وتسهيل تطوير المشروع، بعد الاختيار، وقعت DMRC مذكرة تفاهم مع بي إي إم أل لتصنيع وتوريد المعدات الدارجة للممر الأول.

## أنظر أيضا
- النقل في البحرين